# Хуршид паша (солунски валия)
Хуршид паша (на турски: Hurşid Paşa) е османски офицер и чиновник. От май до август 1872 година е солунски валия.